# Hengqin International Tennis Center
El Hengqin International Tennis Center (chino: 横琴国际网球中心) es un complejo de estadios de tenis en Hengqin, Zhuhai, provincia de Cantón, China. Es operado por Huafa Sports, parte del Zhuhai Huafa Group. Actualmente alberga tres competiciones internacionales: el WTA Elite Trophy, el Zhuhai Open y el Asia-Pacific Wildcard Playoff para el Abierto de Australia.
El centro tiene una superficie de aproximadamente 117.000 metros cuadrados. Su primera fase, que finalizó en 2015, tiene una superficie de 68.000 metros cuadrados. Consta de una pista central con capacidad para 5,000 espectadores, una pista con capacidad para 1,500 personas, cuatro pistas de partido más pequeñas y doce pistas de entrenamiento.

## Historia
El Hengqin International Tennis Center fue construido específicamente para el WTA Elite Trophy, que se inauguró en 2015. Fue diseñado por el estudio de arquitectura deportiva Populous, que también estuvo detrás de la cancha central de Wimbledon y el Margaret Court Arena en Melbourne Park.La primera fase se inició sólo un año antes de la apertura del centro e implicó el drenaje y la recuperación del sitio antes de que pudiera comenzar la construcción.
Debido a que el WTA Elite Trophy está clasificado como una competencia al aire libre, las especificaciones incluían el requisito de que todas las canchas, interiores y exteriores, tuvieran las mismas condiciones climáticas en términos de temperatura y humedad. Populous logró esto diseñando una cancha central cubierta con dos techos: un techo exterior en voladizo que cubre las gradas y un techo central que cubre la cancha, lo que permite la entrada de luz natural y ventilación al mismo tiempo que protege a los jugadores y espectadores de la luz solar directa y la lluvia.Los terrenos fueron ajardinados como un parque, que está abierto al público mientras no se llevan a cabo torneos.
El centro abrió en septiembre de 2015, dos meses antes del WTA Elite Trophy de 2015, y fue sede del Zhuhai Open de 50.000 dólares, que posteriormente se combinó con un torneo masculino para convertirse en el Torneo de Zhuhai. El sitio web de la Asociación de Tenis Femenino informó que "a los jugadores y aficionados les encantó el nuevo estadio, que ofrecía excelentes puntos de vista desde cada asiento".
El centro está en la sección central de la Nueva Área de Henqin. La Nueva Área de Henqin se desarrolló a partir de 2009 como un área de cooperación entre la prefectura de Zhuhai y las regiones administrativas especiales de Macao y Hong Kong, bajo la política de "un país, dos sistemas" de China. Henqin y Macao están separados por sólo 200 metros y hay un puente entre los dos. Entre agosto y diciembre de 2018, el Hengqin Tennis Center ofreció el uso de sus instalaciones de entrenamiento de forma gratuita a todos los residentes de Zhuhai, Macao y Hong Kong.